# Maso

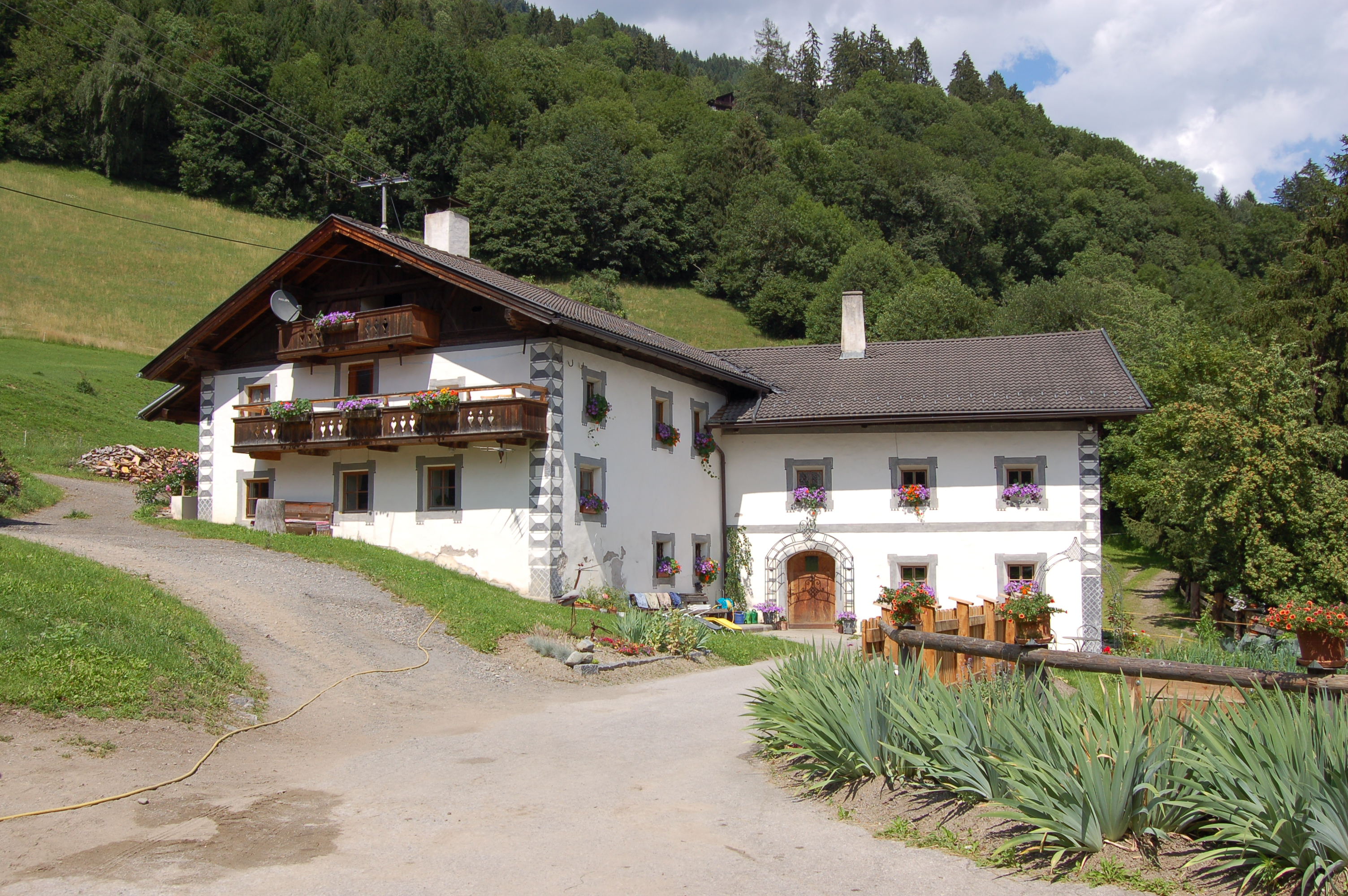
Esempio di maso nel Tirolo dell'Est

Il maso (in tedesco Bauernhof; in dialetto badioto lüch; in dialetto gardenese luech; in ladino fassano mèsc, in dialetto solandro màs o tablà; in dialetto noneso ed in dialetto trentino màs; in dialetto primierotto màxo), maison nell'Alto Cordevole, mas, maso, mason in Agordino; è il termine usato per indicare una proprietà fondiaria tipica del Tirolo (Trentino-Alto Adige e Land Tirol) caratterizzato dall'indivisibilità della proprietà del maso chiuso, o le affini fattorie della contigua area dolomitica trentina e bellunese caratterizzate invece dalla divisibilità delle particelle catastali

## Descrizione
Il maso consta di quattro elementi:

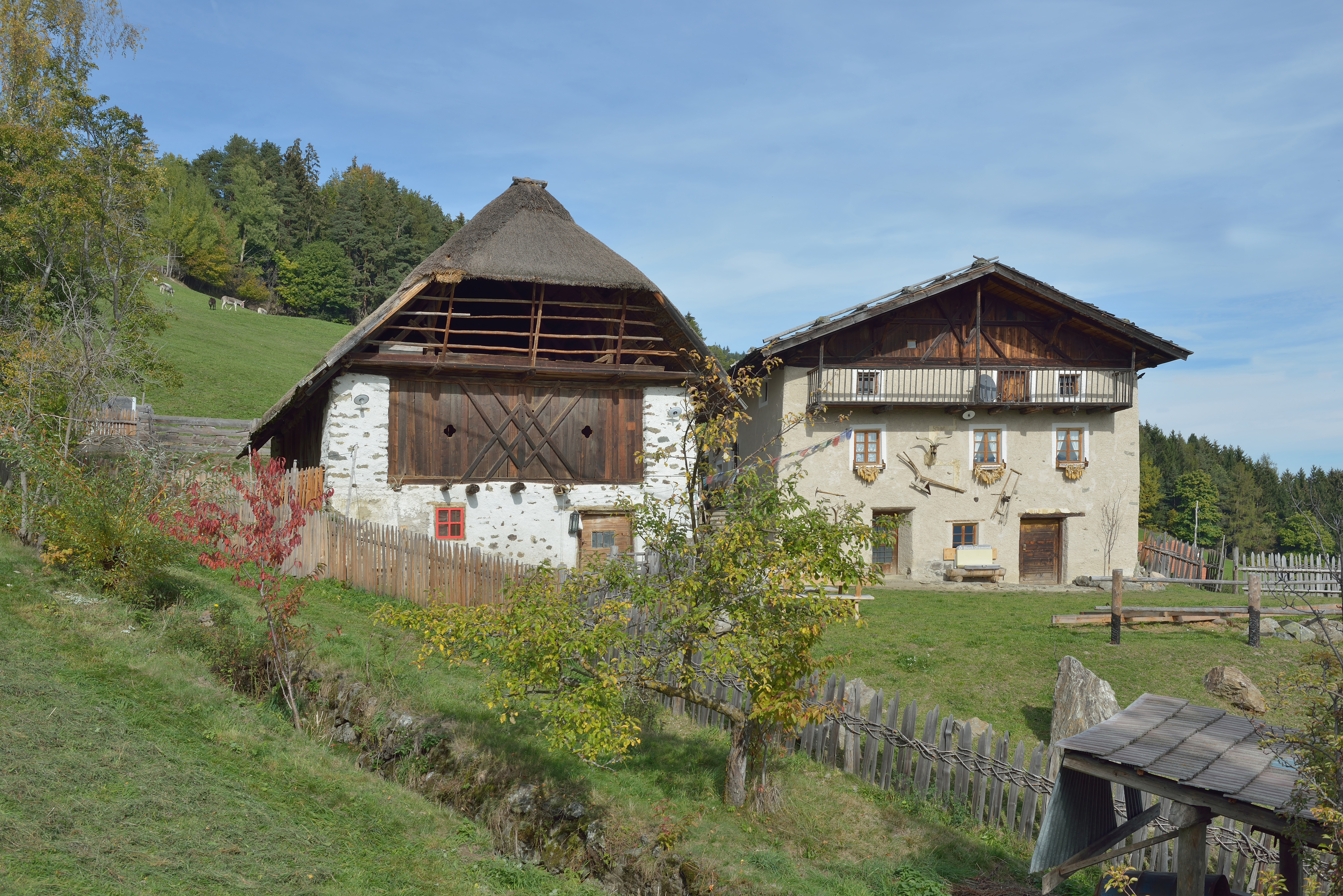
Maso Felder a Villandro in Val d'Isarco con Futter- e Feuerhaus

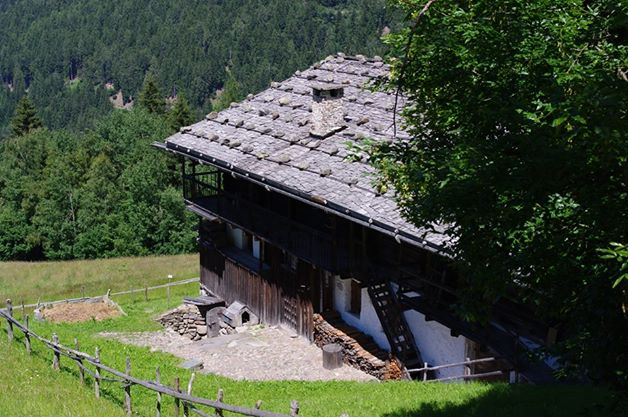
Maso Filzerhof, valle dei Mocheni in Trentino.

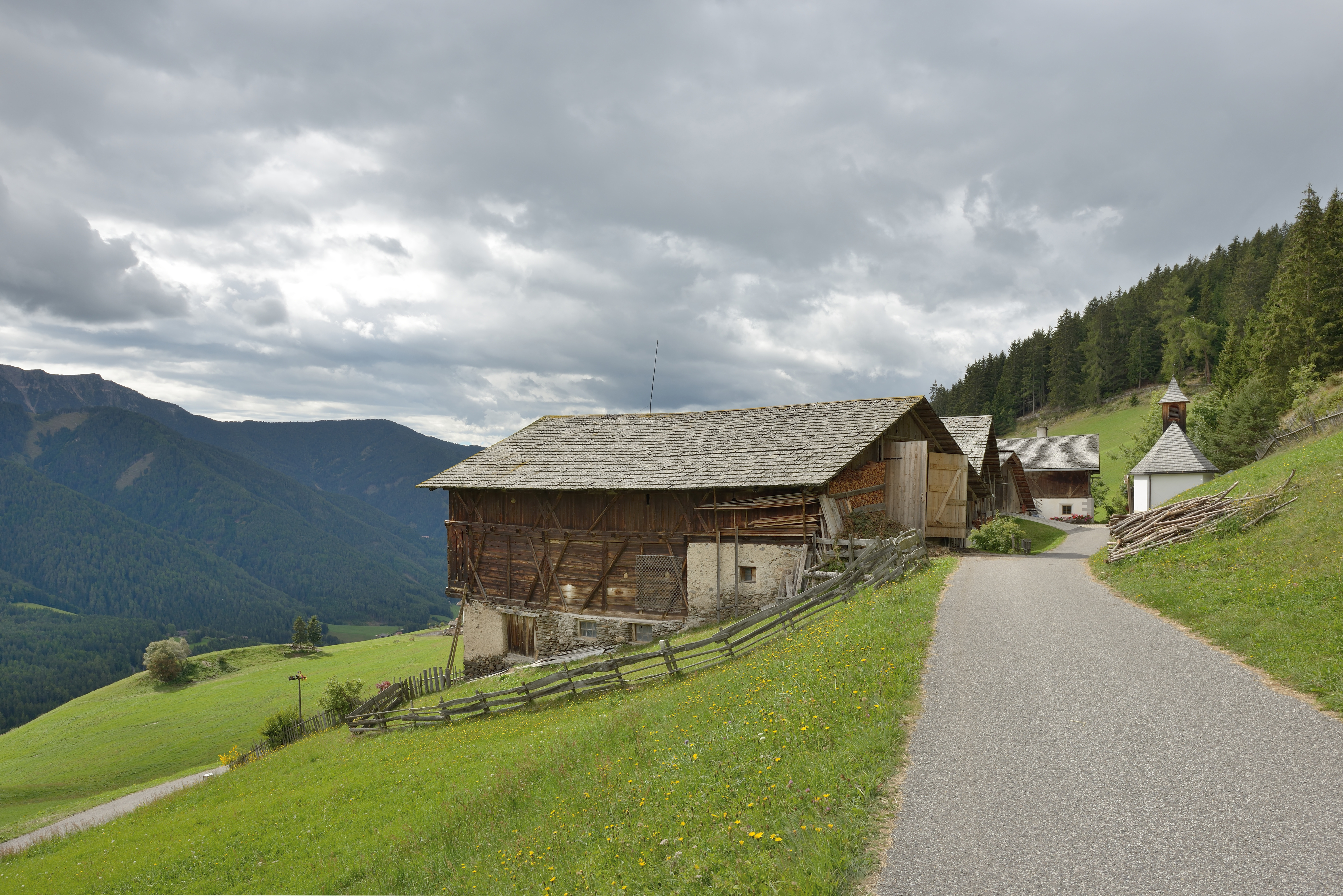
L'edificio agricolo di Maso Feldthun in Val di Funes. Si noti l'accesso alla rimessa a monte, mentre una strada a valle raggiunge l'accesso frontale alla stalla. Il piano intermedio in legno e senza aperture è adibito a fienile.

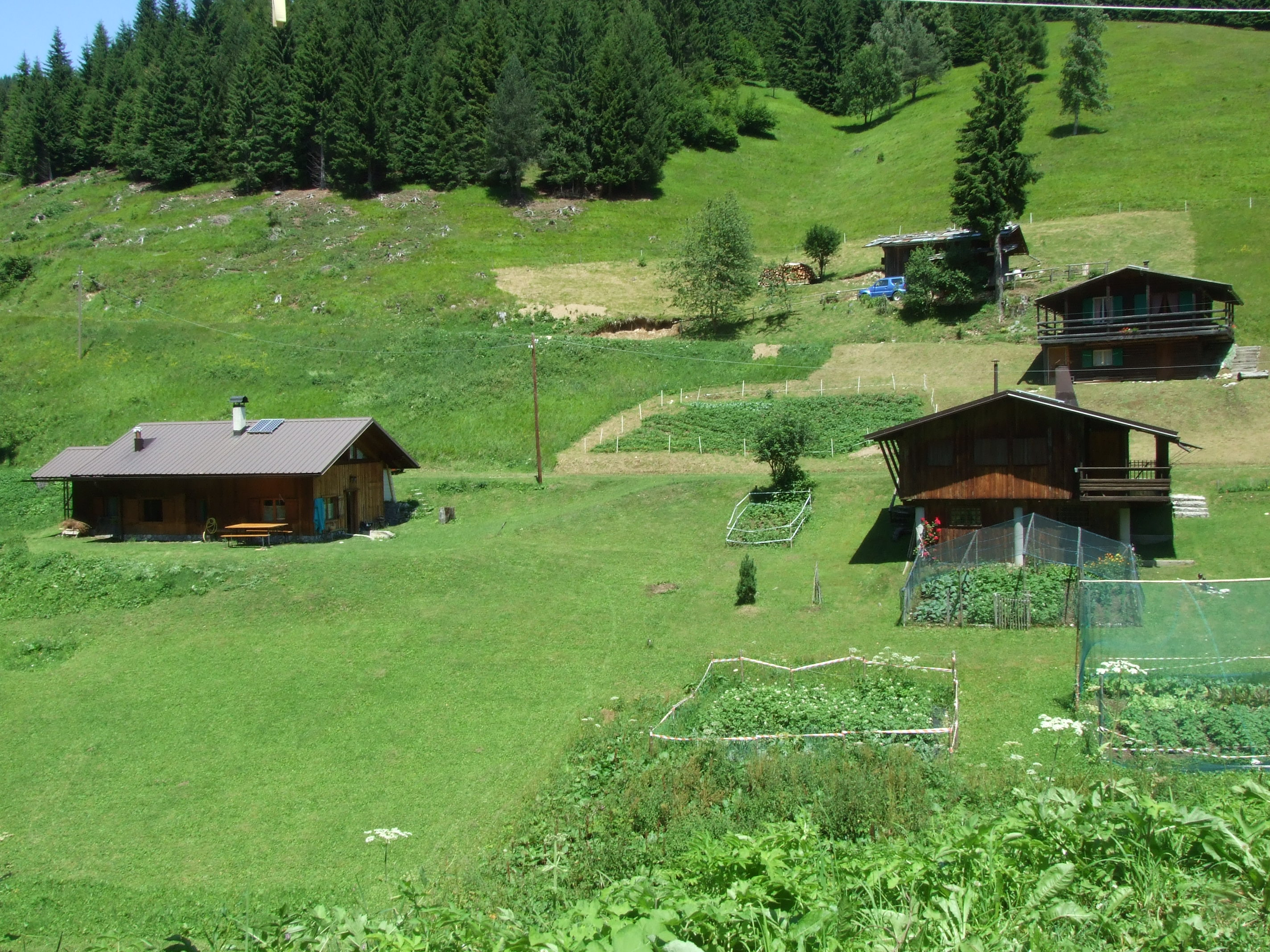
I fienili e le malghe sono parte integrante del maso anche se posti a notevoli distanze da esso. Dei tabià (fienili) sul monte Vederna, Imèr, Trentino

- l'edificio agricolo composto da fienile, stalla, rimessa e in alcuni casi anche dal caseificio e una cucina. Il fienile (ted. Futterhaus; bad. tablé; gar. tublà; fassano tobià, sol. tablà; pri. tabìà) e la stalla possono essere costruiti in un edificio piuttosto lontano dall'abitazione della famiglia contadina (ted. Feuerhaus). Oppure tutti gli elementi possono essere compresi in un unico edificio (bad. majun; gar. e fas. majon). In questo caso il fienile sovrasta la stalla e la cucina è laterale. Nelle aree più impervie, stalla, fienile e rimessa sono sovrapposte; l'accesso ai diversi piani è garantito dalla pendenza naturale del terreno, alla rimessa, la parte più alta si accede a monte sul retro, mentre al fienile sul fianco e alla stalla a valle;
- l'edificio padronale;
- le proprietà fondiarie del maso stesso;
- le proprietà comuni condivise con altri masi, generalmente boschi, malghe, caseifici e pascoli, con relativi edifici agricoli come il fienile per lo stoccaggio del fieno nelle malghe.[7] Lo sfruttamento di tali ambienti comuni è regolamentato.

Gli edifici che compongono il maso non presentano uno stile di costruzione omogeneo. Questo, anzi, varia a seconda delle zone in cui si trova. Così anche l'impiego dei materiali: prevalentemente legno nelle valli ricche di foreste; legno e muratura laddove l'apporto di pietra e calce non era particolarmente difficoltoso.
Altri edifici accessori che solitamente attorniano il maso sono il forno del pane, il lavatoio, l'abbeveratoio e il pollaio. Fino agli albori dell'epoca moderna ogni maso era quasi autosufficiente nella produzione di materie prime quali cereali, lino, salumi e formaggi. Erano pertanto circondati principalmente da campi coltivati. I prati ad alte quote, ove i cereali non possono crescere, venivano falciati; il fieno prodotto in alpeggio veniva stoccato durante l'estate nelle malghe e ricondotto a valle in inverno utilizzando le slitte. Oggi quasi tutti i masi in Alto Adige sono votati alla produzione di latte. Ciò ha cambiato profondamente il paesaggio montano. Infatti la cerealicoltura è stata sostituita dalla monocultura di prati da fieno.
La gran parte dei masi oggi riconosciuti nell'area tirolese, come pure in passato, è di tipo chiuso, indivisibile ed ereditabile da un solo soggetto. In Alto Adige si contano circa 20 200 masi, di cui 13 300 (65%) sono masi chiusi.
Opposta è invece la situazione nell'area trentina e bellunese dove il secolare fiorire di fattorie con caratteristiche a prima vista identiche a quelle tirolesi si è però sviluppato con la divisibilità catastale sia degli edifici che dei fondi causandone un generale declino come fattorie nell'ultimo cinquantennio provocato dalle difficoltà incontrate dalla moderna agricoltura nel gestire proprietà frammentate e disperse. Molti masi in disuso vengono perciò progressivamente trasformati in attività ricettive o abitazioni di lusso.

## Storia

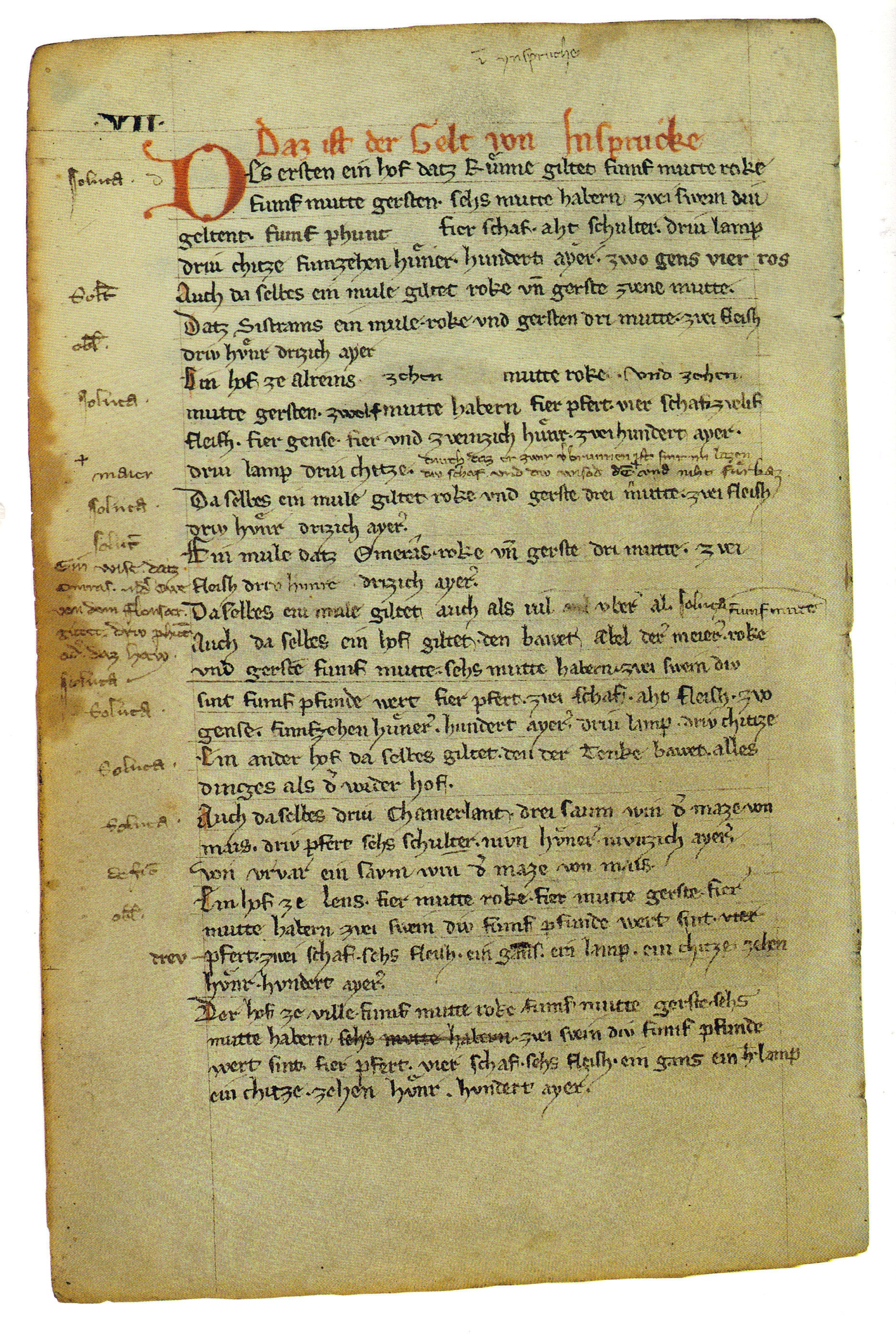
Urbario di Mainardo II, conservato presso la Biblioteca nazionale austriaca (Vienna, ÖNB, Cod. 2699) la cui compilazione risale al 1288.

### Origine
La mancanza di fonti scritte attendibili rendono difficile una ricostruzione precisa dell'origine dell'istituzione del maso. Ad ogni modo il maso riprende delle caratteristiche tipiche di due istituzioni antiche, una romana e una germanica, delle quali il maso potrebbe rappresentarne il connubio. All'instaurarsi nelle allora provincie romane del Norico e della Rezia i bavari sono certamente venuti a contatto con una realtà economica già ben strutturata. In tale sistema era certamente presente la villa, uno dei perni dell'economia agricola romana.
A tal proposito è interessante la sopravvivenza della terminologia latina nelle valli ladine. Fino al medioevo inoltrato sopravvive infatti il termine latino di villicus (sovrintendente ai lavori agricoli in una villa), termine sostituito solo nel medioevo da quello tuttora in uso di Maier, derivante dal latino maior. L'esistenza di tali vocaboli latini a scapito dei termini germanici suggerirebbe la preesistenza di tale istituzione, anche se in forma diversa, e solo successivamente germanizzata con l'insediarsi dei Bavari.
L'origine germanica invece del maso è da ricercarsi nel diritto barbarico introdotto nell'arco alpino centrale dai Bavari verso la fine del secolo VI. Tale popolo seguiva la consuetudine per cui tutti i contadini di un villaggio o di un territorio componevano una “comunità di villaggio”, Dorfgemeinschaft o della “comunità di pago”, Markgenossenschaft. Nel costume bavaro, la più comune era la "comunità di pago", ossia nuclei familiari o comunità sparse, isolate ed autosufficienti. Tale comunità era detentrice anche delle proprietà. La gestione e la distribuzione della terra fra i propri membri era pertanto attuata di forma comunitaria e di comune accordo. Ogni uomo libero, capo di famiglia, era assegnatario di una porzione di terra arabile, e relativi accessori, (bosco, pascolo ecc.), sufficiente al mantenimento del suo nucleo famigliare e dei suoi servi. L'unità di misura usata a tale scopo era la Hufe, da cui il termine tedesco di Hof termine con il quale attualmente sono indicati le aziende agricole in lingua tedesca, come anche i masi in Alto Adige (Berghof). L'estensione di una Hufe variava secondo la qualità e il rendimento del suolo. Anche i diritti di proprietà erano limitati al sostentamento, regola che impediva il formarsi di latifondi.

### Medioevo
Più chiaro è invece l'evolversi di detta istituzione durante il medioevo. Infatti nella contea del Tirol non furono presenti casi di grandi curtes; bensì piccole curtes senza la classica bipartitura in pars dominica e pars colonica. Queste curtes erano formate da mansi (da cui il termine maso), i cui coloni erano affittuari o servi di un Signore.
Le condizioni impervie della natura però favorirono ben presto la trasformazione dei contratti d'affitto in ereditari (Erblehe), trasformando i masi in piccole proprietà private pur dipendendo da un Signore. Tale sistema favorì fin da subito una maggior produttività e il dissodamento di nuovi terreni in tutto il Tirolo e la formazione di un ceto contadino stabile. Anche il peso politico del ceto contadino accrebbe, tanto da essere presente anche nelle diete di vari Giudizi (divisione amministrativa della contea del Tirolo) rappresentato dai propri capi famiglia.
Molto preziosi per la ricerca storica sono gli urbari. Nel 1288 su ordine del Conte Mainardo II vengono redatti per ogni Giudizio del Tirolo un rispettivo urbario. Veri e propri registri contabili che inoltre contengono un elenco completo dei masi esistenti all'epoca con relative entrate, dimensioni, prodotti. Grazie anche alle fonti scritte, è chiaro come ormai i masi siano una istituzione già matura e funzionante.

### Età moderna
L'istituzione del maso, ormai da secoli regolata dalla consuetudine in quasi tutti i casi si trattava di una eredità non frazionabile; in altre parole, tutti i masi erano di tipo chiuso e tale modalità non rappresentava una eccezione. Il primo riconoscimento giuridico del maso avvenne con la promulgazione del Tiroler Landesordnung nel 1526 con Ferdinando II d'Austria, successivamente da “Patenti Imperiali” emanate fra il 1770 e il 1795 e dalla Legge provinciale tirolese del 12 giugno 1900 nr. 47. Tale legge resterà in vigore fino al 1929, quasi un decennio dopo l'annessione dell'Alto Adige all'Italia.
La Legge tirolese del 1900 rappresentò un punto di svolta, in quanto pur conservando intatte le consuetudini del maso, introdusse una serie di mutamenti volti a renderla una istituzione compatibile con i tempi moderni. Furono fissate le dimensioni minime e massime, mediamente sufficienti al mantenimento di 5 componenti famigliari e mai più di 20. Tale misura obbligò quei masi ormai divenuti piccoli latifondi o composti da nuclei famigliari grandi, ad essere divisi in nuovi nuclei famigliari e nuovi masi con relativi terreni. Le modifiche al maso potevano essere approvate solo da una commissione; la scelta dell’erede poteva essere realizzata in base a testamento, patto successorio, accordo degli eredi o in base alle norme ereditarie usuali. Si introdusse anche la possibilità di una comunione dei beni fra gli eredi temporaneamente, l'impossibilità di ereditare (tramite matrimonio ad esempio) più di un maso. Inoltre furono introdotte maggiori forme di tutela dei famigliari o coeredi come l'obbligo del nuovo capo famiglia di liquidare immediatamente quanto dovuto o, se concordato, entro un massimo di tre anni o a rate fino a 5 o 10 anni; il diritto per i familiari abitanti nel maso di vivere in famiglia fino alla maggiore età o per il tempo che continuavano a lavorarvi, diritto di asilo in caso di indigenza, malattia o disoccupazione.

### Dopoguerra
Con i Regi Decreti del 4 novembre 1928 n. 2325 e del 28 marzo 1929 n. 499 il Regno d'Italia soppresse le leggi vigenti nelle province recentemente annesse estendendovi invece la legislazione civile italiana e il maso chiuso venne tecnicamente soppresso. L'istituzione del maso chiuso si dimostrò particolarmente forte in questa occasione. Infatti, fino alla sua reintroduzione, avvenuta nel 1954, solo il 6% dei masi vennero sciolti e solo il 6% frazionati fra più eredi. Le regole tradizionali, pur non supportate dal codice, prevalsero, dimostrando la loro validità e il loro radicamento.
Nel dopoguerra fu intenso il dibattito sull'opportunità di legittimare legalmente il maso, finché nel 1952 una sentenza della Cassazione (n. 1698 del 25 giugno 1952) riconobbe il diritto alla indivisibilità del maso. Tale sentenza diede avvio ad una serie di trattative con lo Stato italiano che ebbe come risultato la promulgazione della Legge provinciale 29 marzo 1954, n. 1 "Ordinamento dei masi chiusi nella Provincia di Bolzano", che riconobbe alla provincia libertà di legiferare sull'intero istituto del maso, tra cui anche l'ereditarietà. Nel 1982 la Provincia delibera di onorare, tramite certificazione apposita, i masi aviti, Erbhof; la cui conduzione da parte della stessa famiglia sia dimostrata superare i 200 anni. La Legge provinciale sui masi chiusi 28 novembre 2001, n. 17 rappresenta tuttora la normativa di base per l'intera istituzione, rivedendo e sostituendo gli ordinamenti anteriori. Ulteriori disposizioni vennero promulgate nel 2007, nel 2008, 2010 e 2011. Per quanto riguarda il Land Tirol vigono tuttora le norme del 1900, affiancate da disposizioni più recenti.

## Casi particolari

### Il maso chiuso
Il maso può essere "chiuso", con tale espressione si indica la consuetudine per cui il maso stesso non può essere diviso tra diversi eredi, ma assegnato ad uno solo di questi.
Tali provvedimenti furono previsti nei secoli scorsi per evitare il frazionamento del territorio, che avrebbe provocato un impoverimento generale dell'economia della regione, fondamentalmente basata su agricoltura e allevamento.
Il maso "chiuso" fu abolito in Italia durante il fascismo e poi ripristinato negli anni Cinquanta.

### Lavilaladina

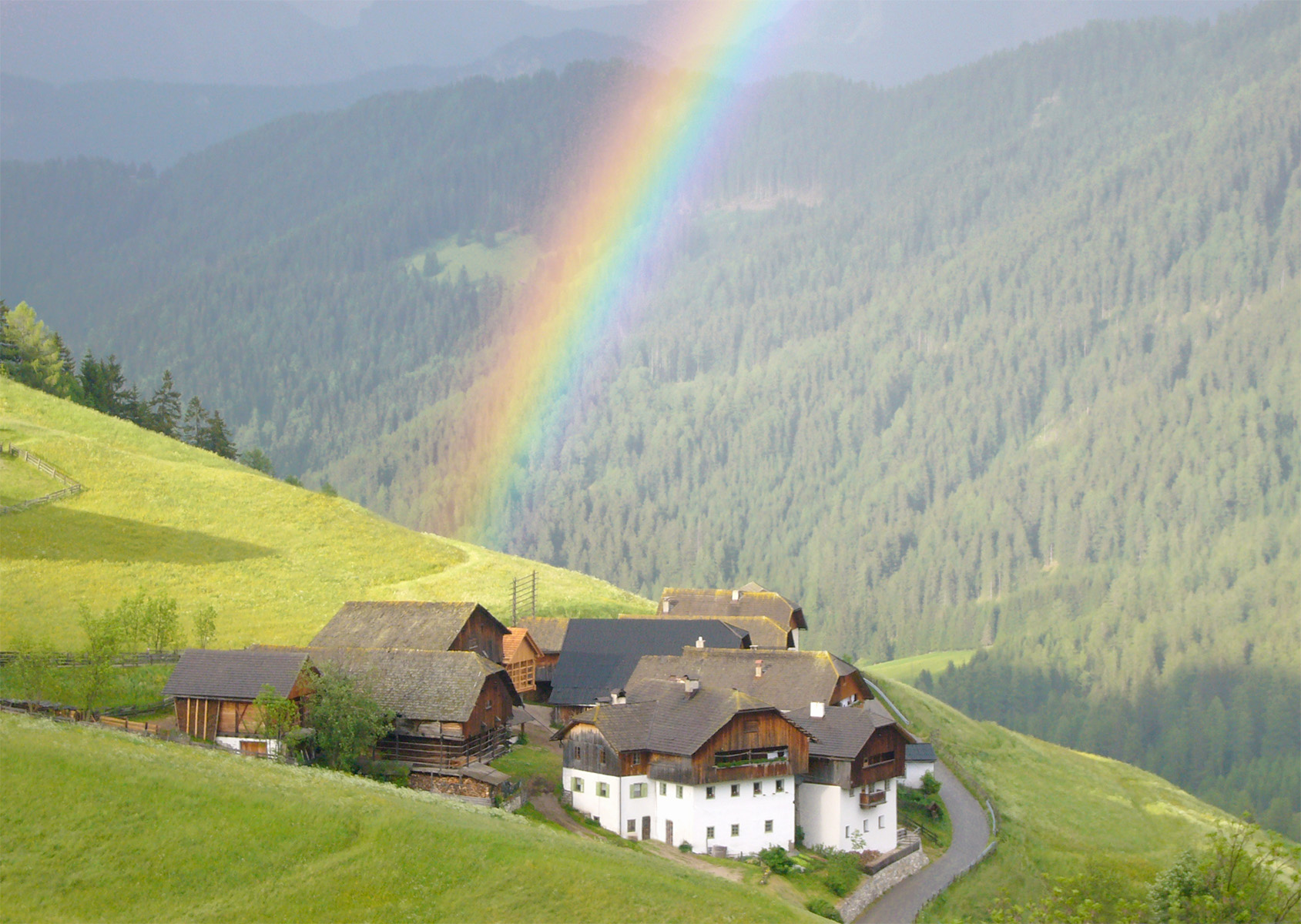
La vila di Seres a Longiarù in Val Badia

Una particolare forma d'insediamento simile al maso, ma tipico delle valli ladine ed in particolare della Val Badia è la vila. Questo insediamento è caratterizzato dalla presenza della majun, edificio agricolo principale, composto dalla stalla, dal fienile e dalla rimessa, similmente al maso tradizionale. Generalmente ogni vila è un maso chiuso (lüch in ladino).
La caratteristica principale delle viles, per la quale si distinguono dai masi tradizionali presenti in Alto Adige è la gestione dello spazio. In ragione delle quote raggiunte e alla morfologia impervia delle valli ladine, le viles vengono costruite razionando con parsimonia lo spazio; in questo modo i pochi suoli pianeggianti vengono per lo più coltivati anziché edificati. Cedere i terreni migliori alla coltivazione ottimizza il raccolto in un ambiente già di per sé ostile. Questa necessità di risparmiare lo spazio ha due conseguenze principali:
- in una vila possono essere presenti più masi chiusi e più famiglie contemporaneamente, ognuno con la propria majun;
- la vila segue un preciso "canone" costruttivo. Piccole piazzole, occupate parzialmente dagli accessori comuni, quali il forno per pane e il lavatoio, attorno ai quali sorgono tutti gli edifici a poca distanza fra loro, mentre i masi tirolesi tendono alla dispersione.[15]